# Giovanna da Signa
Giovanna da Signa, comunemente chiamata Beata Giovanna (Signa, 1266 – 9 novembre 1307), nacque da una famiglia contadina e devota alla fede cristiana, come emerge da alcune testimonianze dell'epoca.

## Biografia
L'anno di nascita della beata Giovanna è assai incerto, tuttavia una verosimile ricostruzione temporale ne fisserebbe la nascita nel 1266. Secondo la tradizione popolare anche il nome farebbe pensare al forte collegamento tra la pastorella e la sua attività religiosa poiché il nome Giovanna in ebraico significa “Grazia (o anche Dono) di Dio”. Conosciuta dal contado signese per il suo altruismo, dopo aver vissuto gli anni della sua infanzia da pastorella, decise all'età di dodici anni di dedicarsi ad una vita eremitica e di preghiera come era uso nel Medioevo anche per altre giovani della sua stessa età. Entrò quindi in un romitorio nella Valle di Signa, nella cosiddetta zona “La Costa” (ove oggi si trova la piccola Cappella detta “del Beatino”), ne fece murare la porta e vi rimase sino alla sua morte, avvenuta il 9 novembre 1307. Giovanna da Signa appartenne al Terz'ordine francescano, oggi Ordine francescano secolare.

## Miracoli attribuiti
La devozione che oggi viene tributata alla beata Giovanna è dovuta soprattutto ad alcuni eventi miracolosi che le sono stati attribuiti. Tra le documentazioni giunte fino a noi è stato attestato che la beata Giovanna abbia compiuto, almeno fino al 1383, ventisette miracoli tra cui sei compiuti in vita e ventuno dopo la sua morte.

### Miracoli compiuti in vita
Da una cronaca locale dell'epoca si sostiene che, all'età di dodici anni, operò il suo primo miracolo (raffigurato anche tra gli affreschi presenti nella pieve di San Giovanni Battista a Signa), secondo il quale avrebbe salvato da una tempesta dei pastorelli che erano assieme a lei dopo aver piantato un bastone nel terreno che si trasformò in quercia. Infatti secondo quel documento "Avvenne che Lei si trovava in località La Luna, zona Malmantile di Lastra a Signa, a pascolare il suo gregge, insieme ad altri pastorelli con i loro animali, quando scoppiò un violento temporale con fulmini e tuoni e grandinava così tanto che i giovani pastori temettero per la loro vita e per le bestie, perché non sapevano dove ripararsi. Allora la Beata Giovanna piantò in terra il suo bastone, si inginocchiò e cominciò a pregare il Signore: subito il bastone crebbe e si trasformò in una grandissima quercia, sotto la quale trovarono riparo i pastorelli e i loro armenti, e nessuno si bagnò ma tornarono a casa asciutti e felici." 

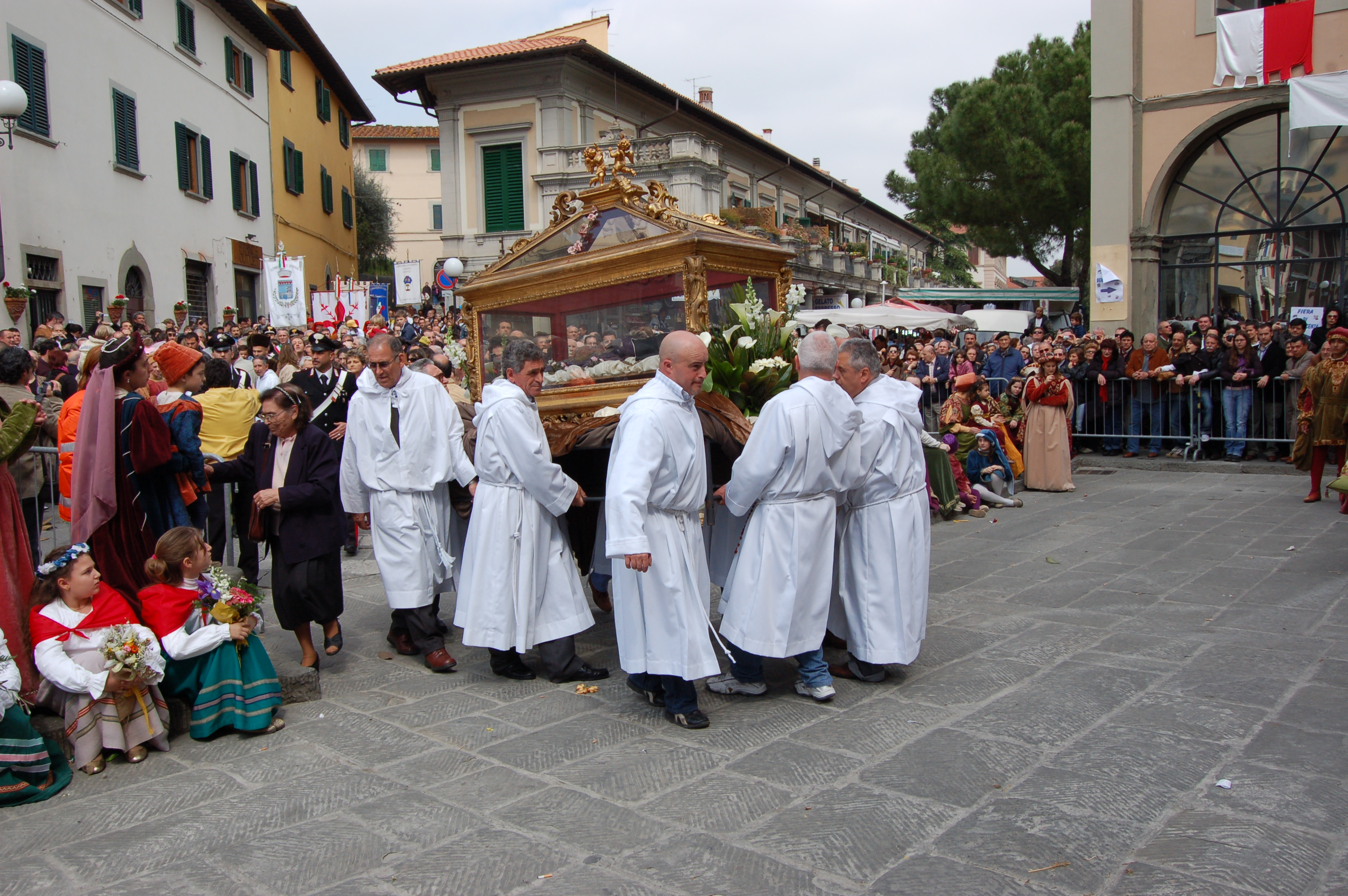
L'urna della beata Giovanna durante la festa

Questo miracolo, però, è confermato dai documenti solo in parte: infatti pare che la beata Giovanna abbia solo tracciato in terra con il suo bastone un grande cerchio presso una quercia, entro il quale non cadde né acqua né grandine e vi trovarono rifugio tutti gli animali e i pastorelli che non si bagnarono. A questo primo miracolo è collegato un altro evento miracoloso che parla della quercia nata dal bastone della beata Giovann': “Molti anni più tardi, un uomo voleva abbattere quella quercia con la scure ma non vi riuscì: la scure perse il filo tagliente e non fu più possibile usarla; l'uomo a sua volta rimase privo di forze e così l'albero non fu più abbattuto”. La quercia cadde molti anni dopo perché colpita da un fulmine: al suo posto, in ricordo del miracolo e in onore della beata, fu eretto un tabernacolo tuttora esistente. La tradizione popolare racconta anche di un altro evento miracoloso, compiuto da Giovanna poco prima di ritirarsi a vita contemplativa, avvenuto nel 1278 quando aveva solo dodici anni ove si narra “come Giovanna attraversasse il fiume Arno in piena sopra il suo mantello disteso sulle acque, senza bagnarsi, poiché il ponte sull'Arno a causa della grande piena era rovinato e non era agibile”(esiste documentazione sulla inagibilità del ponte).
Tra gli altri miracoli che Giovanna avrebbe compiuto in vita, si narra di come la pastorella abbia guarito un bambino con crisi epilettiche, di come “Un giorno una certa donna Ciava [...] che viveva vicino al romitorio della Beata [...] preparò una focaccia e la mise in forno [...], tagliò un pezzo e lo portò alla vergine Giovanna, pur sapendo che il resto della focaccia forse non sarebbe bastata per la cena. Quando giunse il marito, riaprì il forno e con grande stupore si accorse che la focaccia era tornata intera [...]. Altri miracoli raccontano che Giovanna guarì un passerotto cieco ad un occhio e due giovani a cui doveva essere amputata una gamba.

### Miracoli compiuti dopo la morte

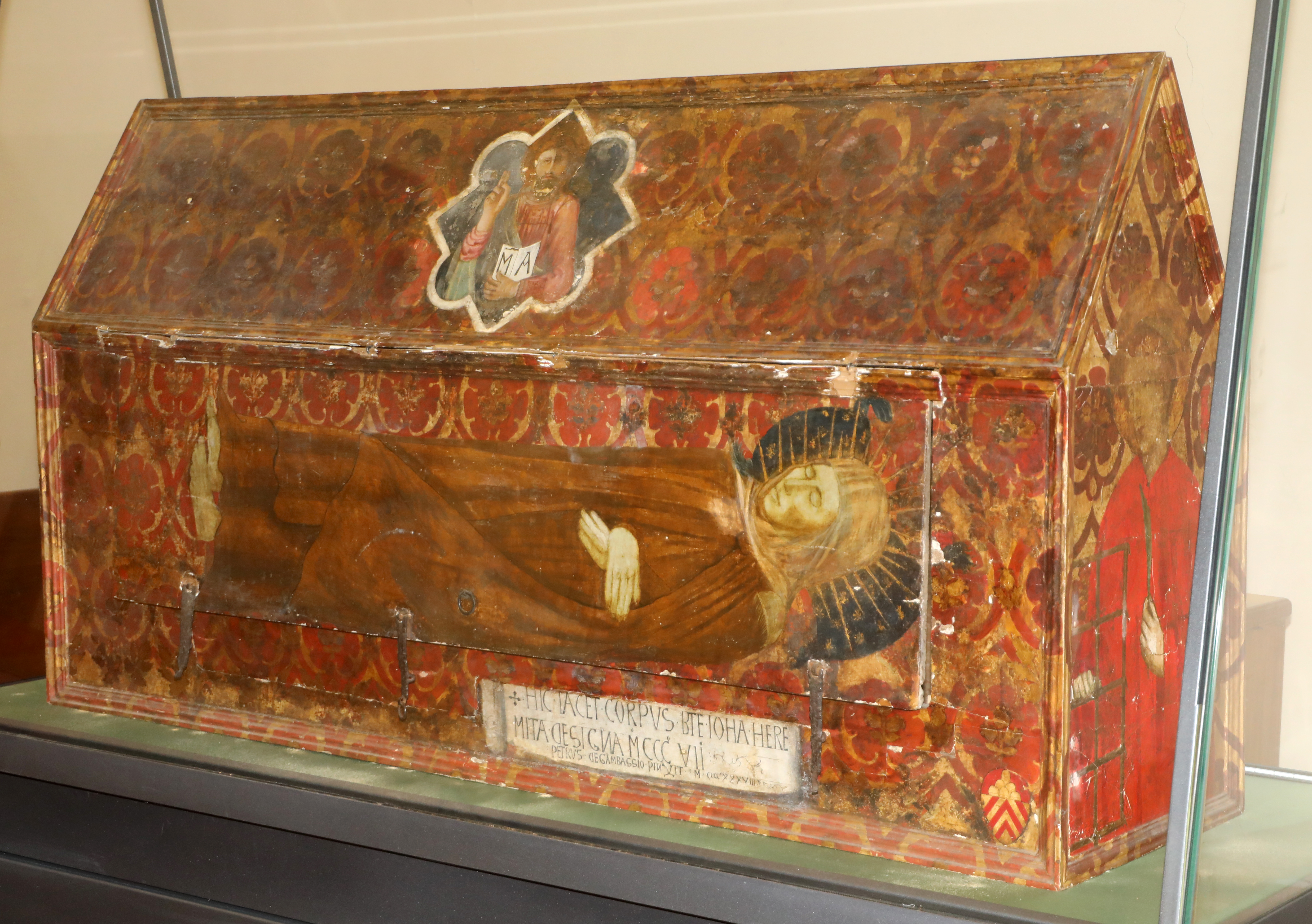
Urna rinascimentale della beata Giovanna, oggi nella pieve di San Lorenzo a Signa

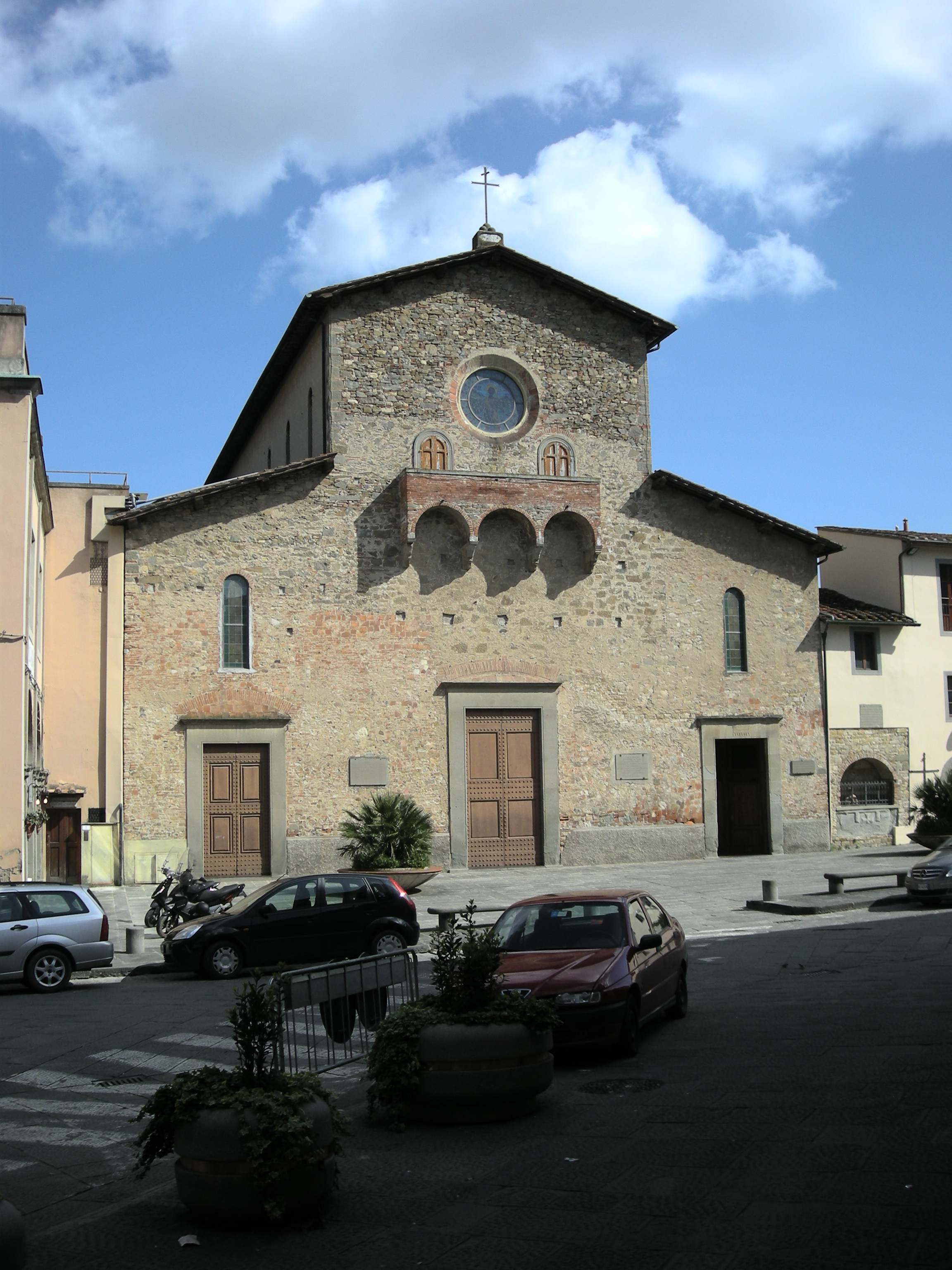
Nella chiesa di San Giovanni Battista è posta l'urna attuale della beata Giovanna

Giovanna secondo alcune fonti pare sia morte di peste nel piccolo romitorio in cui si era ritirata. Alcune fonti affermano, però, che la prodigazione di eventi miracoli attribuitegli non cessò. Tra i vari miracoli avvenuti fino al 1383 ci sono testimonianze di varie guarigioni, si narra che Giovanna avrebbe esaudito la preghiera di un prigioniero di guerra che doveva essere impiccato durante le lotte tra Firenze e Pisa, che ad un'onorabile donna non più giovane che aveva recentemente avuto un figlio ma per cui si sospettava la paternità, la donna le avesse rivolto una preghiera per avere un altro figlio dal marito con la promessa che "a seconda del sesso, lo avrebbe chiamato Giovanni o Giovanna". Anche nel giorno della morte della beata Giovanna si dice che avvenne un evento miracoloso poiché “improvvisamente e tutte insieme, senza che nessuno le muovesse, le campane delle Chiese di S. Martino a Gangalandi, di Porto di Mezzo e della Pieve di Signa iniziarono a suonare a festa". Per questo, come riportato dalle fonti della cronaca locale "la gente pensò subito a qualcosa di straordinario e, corsa al romitorio di Giovanna, la trovarono come se fosse serenamente addormentata, inginocchiata sopra delle fascine e con lo sguardo rivolto beatamente al Cielo”.
Tutti i miracoli operati dalla beata Giovanna fino al 1383 vennero riportati nel documento "Beatae Johannae vita et miracula", la biografia più antica e più attendibile, alla quale si sono ispirati tutti gli scrittori successivi. Nello stesso anno, per il legame del popolo signese con la pastorella, venne istituita dal pievano di Signa una festa in suo onore.
Secondo alcuni studiosi sarebbe limitativo ed inverosimile pensare che gli interventi della Beata si siano fermati a quella data, considerando peraltro che innumerevoli sono stati in tempi successivi i doni e i legati, di cui si legge nei testi, che le sono stati lasciati per grazia ricevuta e tanti gli ex voto dedicati alla Beata da tutte le persone che si sono sentite soccorse nei loro bisogni e che hanno visto esaudite le loro preghiere. Anche la stessa famiglia dei Medici celebrò sia a Signa sia a Firenze celebrazioni in suo onore visto il legame religioso tra questa famiglia nobile e la pastorella signese. Tali ex voto, ancora ricordati dalle persone più anziane, sono andati però perduti nel corso degli anni, sia a seguito di calamità naturali o belliche, sia perché non conservati con la dovuta attenzione, forse a causa della scarsa importanza a loro attribuita.

## Dispute sulla Beata Giovanna

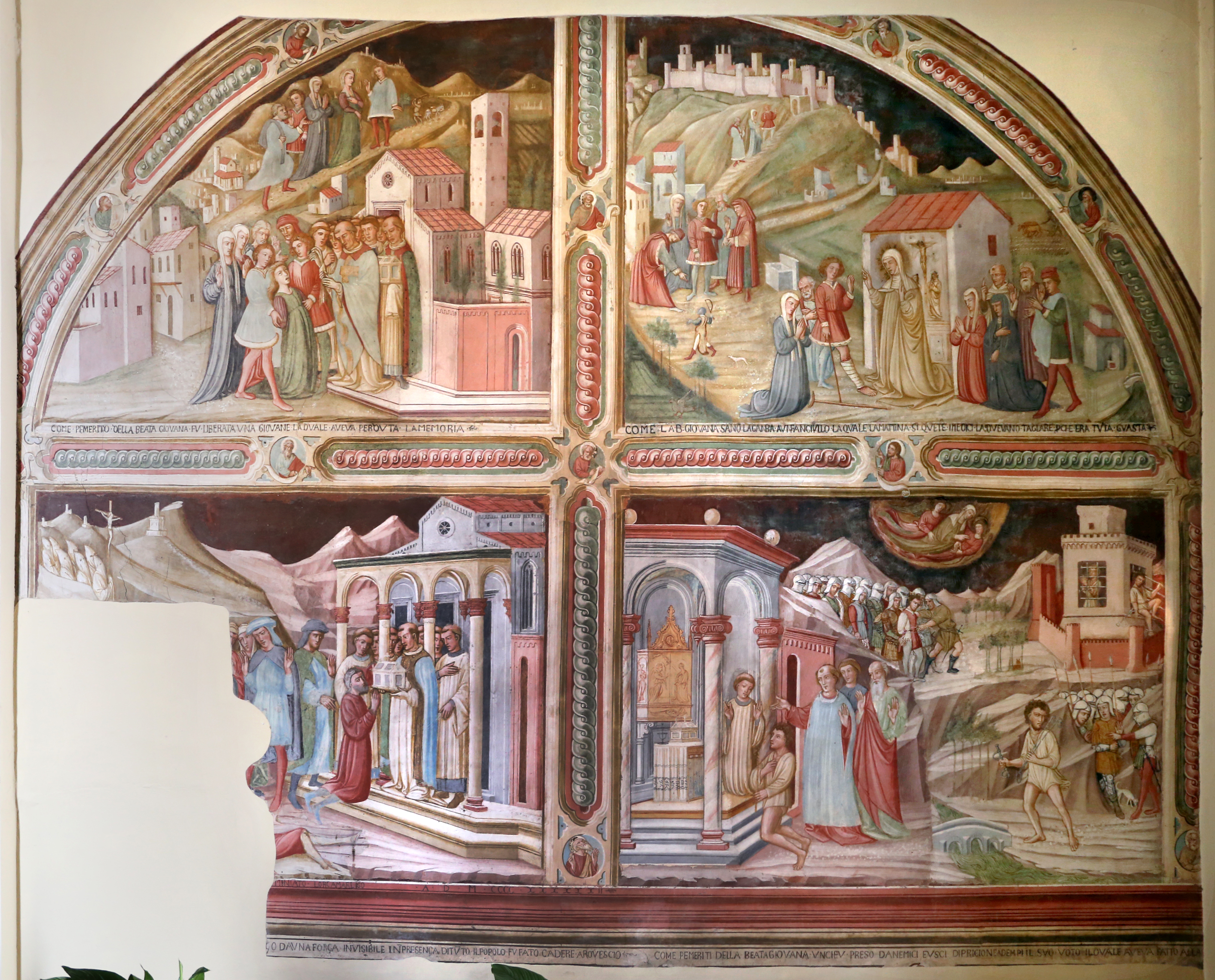
Maestro del 1441, Storie della beata Giovanna, nella chiesa di San Giovanni a Signa

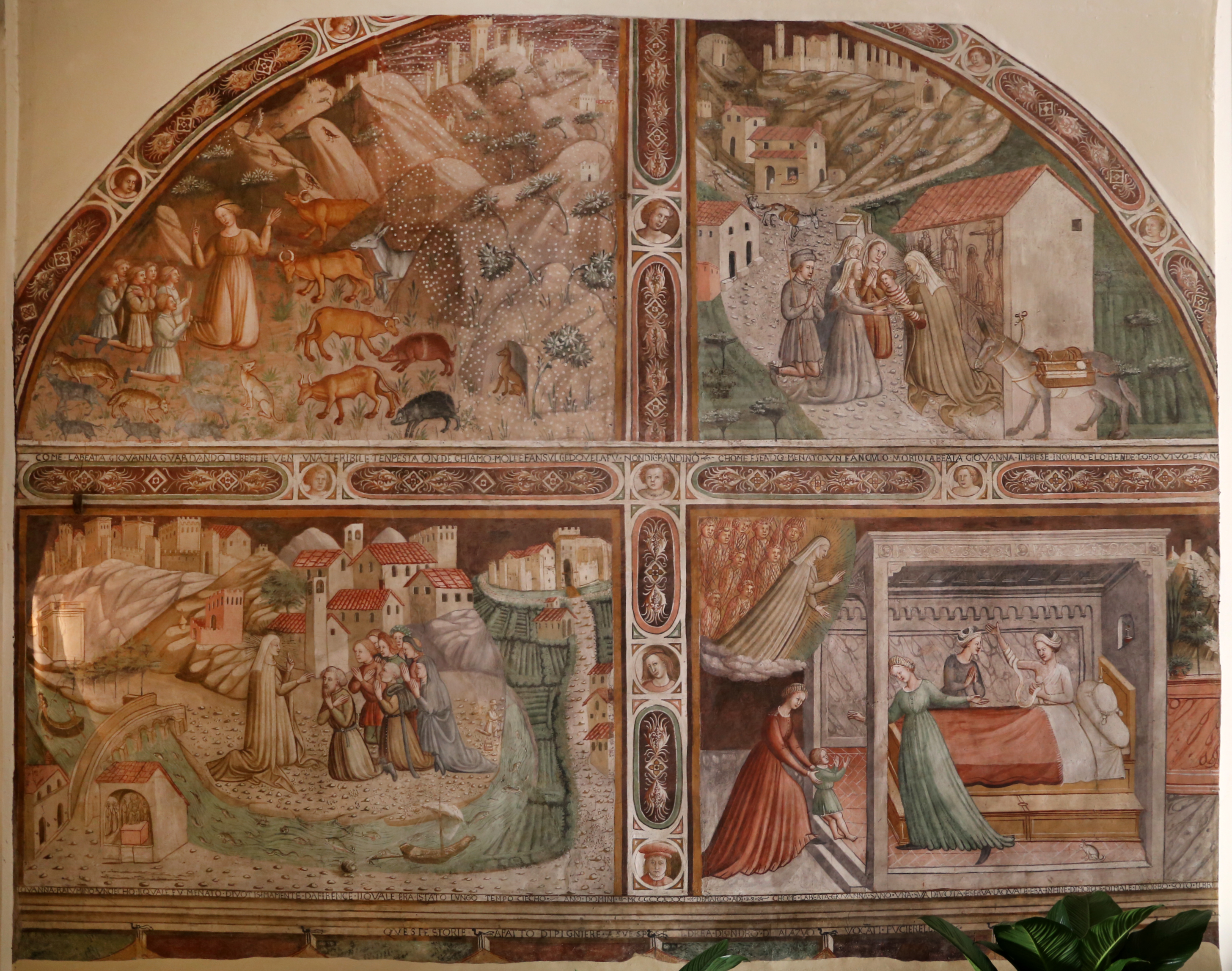
Maestro di Signa, Storie della beata Giovanna, nella chiesa di San Giovanni a Signa

Dopo la morte di Giovanna, il popolo di Signa e quello di San Martino a Gangalandi (Lastra a Signa) se ne contesero le spoglie mortali poiché il primo rivendicava la scelta della pastorella di aver deciso di trascorrere la sua vita nel romitorio di Signa, il secondo perché, nonostante non ci fosse la certezza, rivendicava la nascita della Beata nel suo territorio. Il Capitolo Fiorentino, sotto il cui patronato era posta anche la pieve di Signa, decise che le venerate spoglie dovevano essere custodite nella chiesa di San Martino a Gangalandi. La traslazione del corpo però non avvenne per motivi ancora non accertati, secondo la tradizione popolare avvenne per un altro miracolo compiuto dalla stessa Giovanna.
Oggetto di discussione è stato fatto riguardo a quale ordine religioso la beata avesse fatto parte: c'è chi sostiene che fosse una vallombrosana, chi una francescana, anche se oggi si ritiene più verosimilmente che Giovanna sia rimasta laica, nonostante abbia scelto una vita di preghiera e da eremita.

## Culto
Per celebrare la beata nel 1383 il pievano di Signa istituì un festa in suo onore nei giorni tra il 9 novembre e l'11 novembre. Durante la traslazione del corpo della pastorella, la data fu spostata al lunedì dell'Angelo e i festeggiamenti si susseguono dal giorno di Pasqua al martedì successivo, durante i quali viene esposta l'urna della beata al pubblico.
Tra i giorni principali in cui si celebra la beata ci sono: 
- il 9 novembre, in ricorrenza del transito della Beata, con la Santa Messa ed esposizione del suo corpo alla pubblica venerazione
- il Lunedì in Albis, che per i Signesi è la “Festa della Beata Giovanna” per eccellenza. Essa è caratterizzata dalla sfilata del Corteo storico di Signa, con la presenza del ciuchino adornato dei colori del popolo (sono 4 i popoli di Signa) vincitore del “Palio degli arcieri” che si tiene nel corso dell'antica. Questa festa conserva il suo significato prettamente religioso e culmina con la solenne benedizione impartita, dal pulpito esterno della Pieve, con le reliquie della beata Giovanna.
- Il giorno dopo, martedì, per i Signesi è la “Festa del Beatino“: la Pieve si riempie di bambini che, accompagnati da genitori e nonni, ricevono la particolare benedizione della Beata, a loro riservata per ricordare l'amore di Giovanna per i più piccoli.

Nel 2007, in ricorrenza del settimo centenario dalla morte, le celebrazioni in suo onore sono state particolarmente solenni e dal 16 novembre 2006 al 16 novembre 2007 è stata elargita, in forza di un decreto apostolico, l'indulgenza plenaria.